# Ново село (община Сурдулица)
Вижте пояснителната страница за други значения на Ново село.
Ново село е село в община Сурдулица, Пчински окръг, Сърбия. Според преброяването от 2011 г. населението му е 30 жители.

## Население
- 1948 – 1159
- 1953 – 1226
- 1961 – 1149
- 1971 – 967
- 1981 – 197
- 1991 – 169
- 2002 – 87
- 2011 – 30

## Етнически състав
(2002)
- 87 (100%) – сърби